# Mieses (Camaleño)
Mieses es una localidad española del municipio de Camaleño, perteneciente a la comunidad autónoma de Cantabria.

## Geografía
La localidad está ubicada a 330 m s. n. m. Queda a 6 kilómetros de la capital municipal, Camaleño. Es zona en la que se ha cultivado tradicionalmente los olivos.

## Historia
Hacia mediados del siglo XIX, el lugar era referido como una aldea ya por entonces perteneciente al municipio de Camaleño. Aparece descrito en el undécimo volumen del Diccionario geográfico-estadístico-histórico de España y sus posesiones de Ultramar de Pascual Madoz con las siguientes palabras:

MIESES: ald. en la prov. de Santander, part. jud. de Potes; perteneciente al l. de Turieno.
(Madoz, 1848, p. 405)

En 2023, la entidad singular de población de Mieses tenía empadronados 35 habitantes, todos ellos en el núcleo de población de ese nombre.

## Patrimonio
Tiene una ermita dedicada a la Virgen del Pilar, con una Virgen del siglo XVI y un Cristo del siglo XVII. 